# Борба сумрака
Борба сумрака: Хладни рат, 1945-1989 (енгл. Twilight Struggle: The Cold War, 1945–1989) је друштвена игра за два играча, објављена 2005. године. Играчи управљају Сједињеним Америчким Државама или Совјетским Савезом правећи утицај на светској мапи користећи карте са одговарајућим догађајима (Кубанска криза, Берлински зид, формирање Варшавског пакта...)
Игра је добила добре критике за веродостојност спровођења тематике хладног рата у друштвену игру. Након што је од децембра 2010. године па до јануара 2016. године била на првом месту топ листе најбољих игара на сајту "залуђеници за друштвене игре" (енгл. BoardGameGeek), проглашена је за најбољу друштвену игру на планети.ГМТ је 2009. године издао делукс издање са новом мапом и додатним картама за игру. Са преко 100.000 продатих примерака ово је најпродаванија игра ГМТ предузећа.

## Игра
Табла за играње представља мапу света подељеног на "исток и запад", односно на подељеност између Америке и Совјетског Савеза, где се они међусобно боре да успоставе свој утицај у свакој земљи (осим Кине). Свет је подељен и на 7 региона и то: Европа, Азија, Југоисточна Азија (као део Азије), Блиски исток, Африка, централна и јужна Америка. Саме земље су подељене на битне и обичне. 
Ток игре је подељен у 10 кругова, док су кругови подељени на 6 или 7 потеза (у зависности од круга). На почетку сваког круга сваки играч вуче карте из јединственог шпила и то тако да допуни руку до 7 карата (у прва 3 круга) односно до 8 карата (од 4 круга до краја). У почетку се шпил прави само од карата са догађајима из раног периода, док се у 4 кругу додају карте из средњег периода и у 8 кругу се додају карте из касног периода рата. 

### Операције и догађаји
Карте имају вредност операција, која омогућава играчу да операције искористи на 3 начина:  
- да постави свој утицај у некој земљи, то може да уради у земљи где већ има утицај, или земљи која се додирује са земљом у којој већ има утицај или у земљи која се додирује са његовом земљом (додирује се са Совјетским Савезом или са САД).
- да покуша да уклони утицај противника у некој земљи. (потребно је бацање коцке)
- да покуша да изведе пуч у некој земљи. (потребно је бацање коцке)

Свака карта поред вредности операција има и одређени догађај који играч може да одабере да се деси уместо да игра операције. Међутим карте су подељене на Америчке, Совјетске и неутралне, и уколико играч баци карту која је противничка (Американац баци Совјетску карту), како би играо операције, догађај се аутоматски реализује. нпр. Американац може да игра Совјетски догађај "Фидел" као операције (вредност две операције), али не може да избегне и долазак Фидела на Кубу (догађај: Уклони сав Амерички утицај на Куби, и постави 3 Совјетска утицаја на Кубу). 
Постоји још један начин да се одигра карта а то је трка за освајање свемира. Односно једном по кругу играч може да баци карту коју улаже у свој свемирски програм, баца се коцка и свемирски програм у зависности од резултата може да напредује. Ко је бољи у свемирској трци има одређене добити. Улагање у свемирски програм је једини начин да се одигра туђа карта а да се избегне активирање догађаја.

## Поени и победа
Поред основних карата, у шпилу се налазе и такозване "скоринг" карте, које могу да се одиграју искључиво као догађај и не могу да се чувају у руци (у кругу када их играч вуче, мора и да их одигра). Скоринг карте представљају 7 региона на табли, и када се одигра, проверава се стање тог региона, играчи добијају поене за присуство у региону, доминацију у региону (контролишу више "Битних" земаља и укупно више земаља од противника) и контролу региона (контролишу све битне земље и контролишу више земаља у региону). У зависности од региона зависи и број добијених поена, Европа доноси највише а Централна Америка најмање поена, скоринг Јужне Азије се дешава само једном, односно када се деси, уклања се из игре, док се остале карте враћају у шпил. Код Европске карте, уколико неки играч има контролу аутоматски је победио. 
Акције играча су ограничене и стањем Дефкона, као и захтевом за војним операцијама. Пуч у некој битној земљи обара Дефкон за један (са 5 на 4..), неке позиције дефкона забрањују покушај пуча у одређеним регионима. Уколико Дефкон дође до 1 (почео је нуклеарни рат), играч у чијем се потезу то десило губи чак иако није он изазвао обарање на 1. (Совјетски играч игра као операције карту ЦИА, која је амерички догађај, и самим тим се догађај дешава, ЦИА поред шпијунирања карата које Совјет има у руци, омогућава Американцу да потроши 1 поен операција, Американац покушава пуч у битној земљи и тиме обара Дефкон на 1, Совјетски играч је изгубио игру јер се то десило у његовом потезу). Такође сваког потеза се од играча очекује да има војне операције, и уколико је број поена војних операција играча мањи од стања на Дефкону, играч губи поене победе за ту разлику (дефкон је на 2, играч има 1 поен војне операције, на крају круга губи 1 поен победе). Поени војне операције де добијају покушајем пуча или играњем ратних карата (Вијетнамски рат, Арапско израелски рат, Корејски рат...). 
Поени победе се воде на заједничкој табели, почиње од 0 и иде у правцу ка Совјетима или ка Американцима. Практично уколико Американац добије 1 поен победе, обележивач иде ка његовом смеру (Совјет је тиме изгубио 1 поен), ко дође до 20 поена аутоматски побеђује, ако нико не дође до 20 поена, побеђује онај на чијој је страви обележивач поена или је нерешено ако је обележивач на 0.